# Stenopetalum
Stenopetalum là chi thực vật có hoa trong họ Cải.